# Charles Erskine Scott Wood

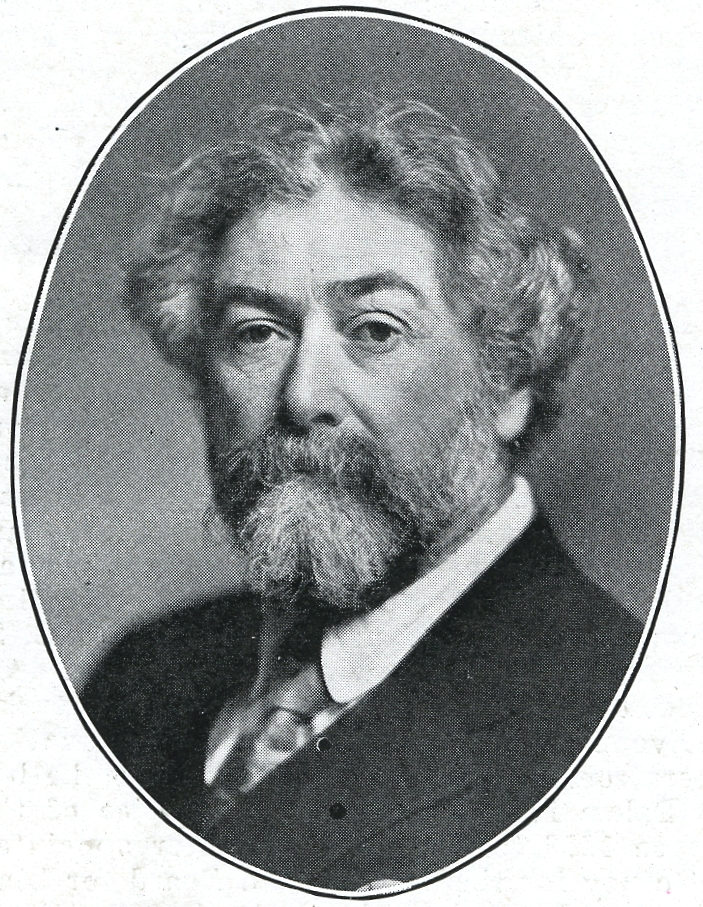
Charles E.S. Wood, 1910

Charles Erskine Scott Wood (* 20. Februar 1852 in Erie, Pennsylvania; † 22. Januar 1944 in Los Gatos, Kalifornien) war ein US-amerikanischer Offizier, Anwalt und Schriftsteller.

## Leben
Als Sohn von Rosemary Carson und William Maxwell Wood, dem Sanitätsinspekteur (Surgeon General) der US-Marine geboren, absolvierte Wood 1874 die US-Militärakademie in West Point und trat seinen aktiven Dienst in den Streitkräften als Leutnant beim 21. Infanterieregiment an. Im Winter 1876/77 wurde er zum Stab von Brigadegeneral Oliver Otis Howard beordert. Wood, der bis dato vom Armeeleben eher frustriert war und in den Jahren zuvor auch über zahlreiche persönliche Probleme geklagt hatte, fand sich bei Howard und dessen Frau und Kindern aufgenommen wie in einer Familie. Howard unterstützte in der Folge auch Woods Schreibversuche mit Rückmeldungen und Kommentaren. Nach Ausbruch des Nez-Percé-Krieges wurde Wood am 22. Juli 1877 Howards Adjutant und begleitete den General in dieser Funktion während des folgenden Feldzuges.
Er war bei der Kapitulation von Chief Joseph, dem Häuptling der Nez Perce, anwesend und überlieferte und übersetzte dessen berühmt gewordene Kapitulationsworte: „I am tired. My heart is sick and sad. From where the sun now stands I will fight no more forever.“ (Übersetzung: „Ich bin müde. Mein Herz ist krank und traurig. Vom jetzigen Stand der Sonne an will ich nie mehr kämpfen – für immer.“).
Im darauf folgenden Jahr nahm Wood am Bannock-Paiute-Feldzug teil.
Während des Nez-Percé-Krieges hatte Wood aufgrund seiner literarischen Fähigkeiten auch eine Rolle als eine Art „Presseoffizier“ gespielt und Berichte für Zeitungen verfasst, in denen er den aufgrund des Kriegsverlaufs unter Kritik stehenden Howard und seine Truppen verteidigte. Gleichzeitig hatte er aber auch begonnen, die Indianer zu verteidigen und hatte sich mit Joseph nach Ende des Krieges angefreundet. 1884 schrieb er im Century Magazine: „Joseph […] kämpfte für das, was der weiße Mann, falls es mit Erfolg gekrönt ist, „Patriotismus“ nennt.“
1883 schloss Wood sein Studium der Rechtswissenschaften an der Columbia-Universität ab und verließ im darauffolgenden Jahr die Armee im Range eines Majors. 1884 eröffnete er eine Anwaltspraxis in Portland. Gleichzeitig begann er, Prosa und Dichtungen zu verfassen. Als Anwalt vertrat er u. a. als radikal geltende Gewerkschafter und Bürgerrechtler, setzte sich für Indianer und Kriegsgegner ein und wurde Mitglied der American Anti-Imperialist League, die als Reaktion auf die Annektierung Puerto Ricos, der Marianen sowie der Philippinen nach dem Spanisch-Amerikanischen Krieg gegründet wurde. 1892 war Wood Mitbegründer des Portland Art Museum. 1918, von seiner Frau entfremdet, verließ Wood Portland und zog nach Kalifornien, zunächst nach San Francisco, anschließend nach Los Gatos, wo er eine kleine Villa „The Cats“ erbauen ließ und mit Sara Bard Field, einer Frauenrechtlerin und Dichterin, lebte.
Als sein bekanntestes Werk gilt das 1927 erschienene „Heavenly Discourse“, eine Sammlung satirischer Essays, in denen in Dialogen verschiedene Charaktere wie Gott, Jesus, Mark Twain (mit dem Wood befreundet war) und Theodore Roosevelt miteinander diskutieren. Politisch radikal, macht sich Wood in diesem Werk über Militarismus, Prüderie und religiöse Intoleranz lustig.
Wood war zweimal verheiratet. Aus seiner ersten Ehe mit Nanny Moale Wood geb. Smith gingen fünf Kinder hervor, darunter Nan Wood Honeyman, die als erste gewählte Frau den Bundesstaat Oregon im US-Kongress vertrat. Von 1925 bis zu seinem Tode war Wood in zweiter Ehe mit Sara Bard Field verheiratet.
Wood starb 91-jährig in Los Gatos, Kalifornien.
Im Film Ich kämpfe niemals wieder wurde Wood 1975 von Sam Elliott verkörpert.

## Schriften

### Bücher
- A Book of Indian Tales, 1901
- A Masque of Love, 1904
- The Poet in the Desert, 1915
- Heavenly Discourse, 1927
- Too Much Government, 1931
- Earthly Discourse, 1937

### Artikel und Essays (Auswahl)
- Among the Thinkits in Alaska, erschienen im Century Magazine, Juli 1882, online verfügbar auf cornell.edu
- Chief Joseph, the Nez Perce, erschienen im Century Magazine, Mai 1884, online verfügbar auf cornell.edu
- Famous Indians, erschienen im Century Magazine, Juli 1893, online verfügbar auf cornell.edu
- The Pursuit and Capture of Joseph; erschienen in Chester Anders Lee, Chief Joseph: The Biography of a Great Indian, Wilson-Erickson, 1936, online verfügbar auf pbs.org